# Leo von Graß-Klanin

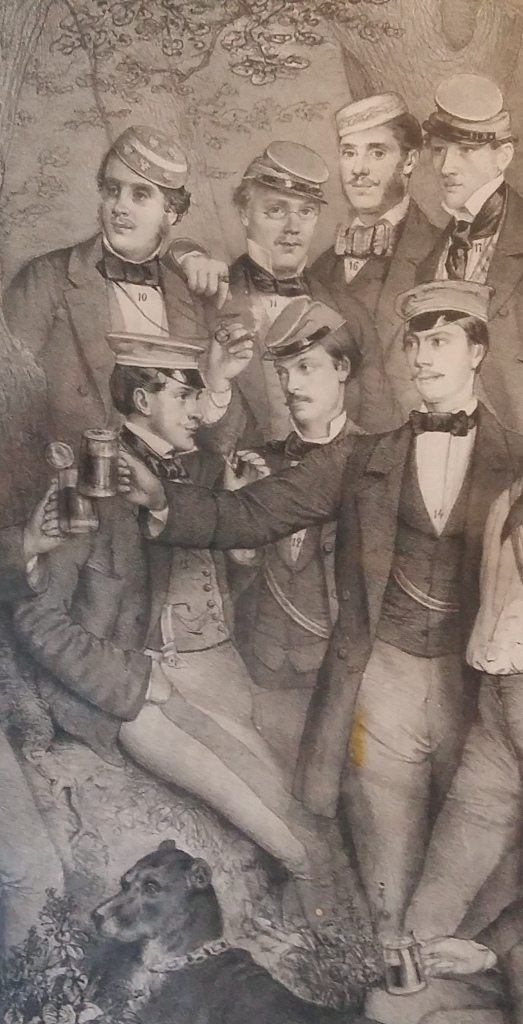
Leo von Graß-Klanin (vorne links, Nr. 13) als Bonner Hanseat, 1854/55

Johann Leo von Graß-Klanin (* 20. März 1832 in Danzig; † 2. Oktober 1917 in Klanin) war ein deutscher Rittergutsbesitzer und Parlamentarier.

## Leben
Leo von Graß studierte an der Rheinischen Friedrich-Wilhelms-Universität Bonn. 1854 wurde er Mitglied des Corps Hansea Bonn. Nach dem Studium wurde er Besitzer des Rittergutes Klanin bei Neustadt in Westpreußen.
Von Graß war Mitglied und von 1891 bis 1909 Vorsitzender des Provinziallandtags der Provinz Westpreußen. Er war Wirklicher Geheimer Rat und trug den Ehrentitel Exzellenz. Von 1891 bis zu seinem Tod 1917 gehörte von Graß dem Preußischen Herrenhaus an. 1892 war er Sachverständiger der Börsenenquetekommission.

## Schriften
- Die wirtschaftliche Bedeutung der Kornzölle und die Möglichkeit ihrer Herabsetzung, 1891
- Kornhaus kontra Kanitz, 1895
- Naturgeschichte des menschlichen Verkehrslebens, Parey, Berlin 1902